# Hieracium sect. Sabauda
La sezione  Hieracium sect. Sabauda   (Fr.) Arv.-Touv. è una sezione di piante angiosperme dicotiledoni del genere Hieracium della famiglia delle Asteraceae.

## Etimologia
Il nome del genere deriva dalla parola greca hierax o hierakion (= sparviere, falco). Il nome del genere è stato dato inizialmente dal botanico francese Joseph Pitton de Tournefort (1656 - 1708) rifacendosi probabilmente ad alcuni scritti del naturalista romano Gaio Plinio Secondo (23 - 79) nei quali, secondo la tradizione, i rapaci si servivano di questa pianta per irrobustire la loro vista. Il nome della sezione (Sabauda) fa riferimento alla Savoia probabile origine di alcune specie di questa sezione.
Il nome scientifico della sezione è stato definito dai botanici Jean Maurice Casimir Arvet-Touvet (1841-1913) e Elias Magnus Fries (1794-1878).

## Descrizione

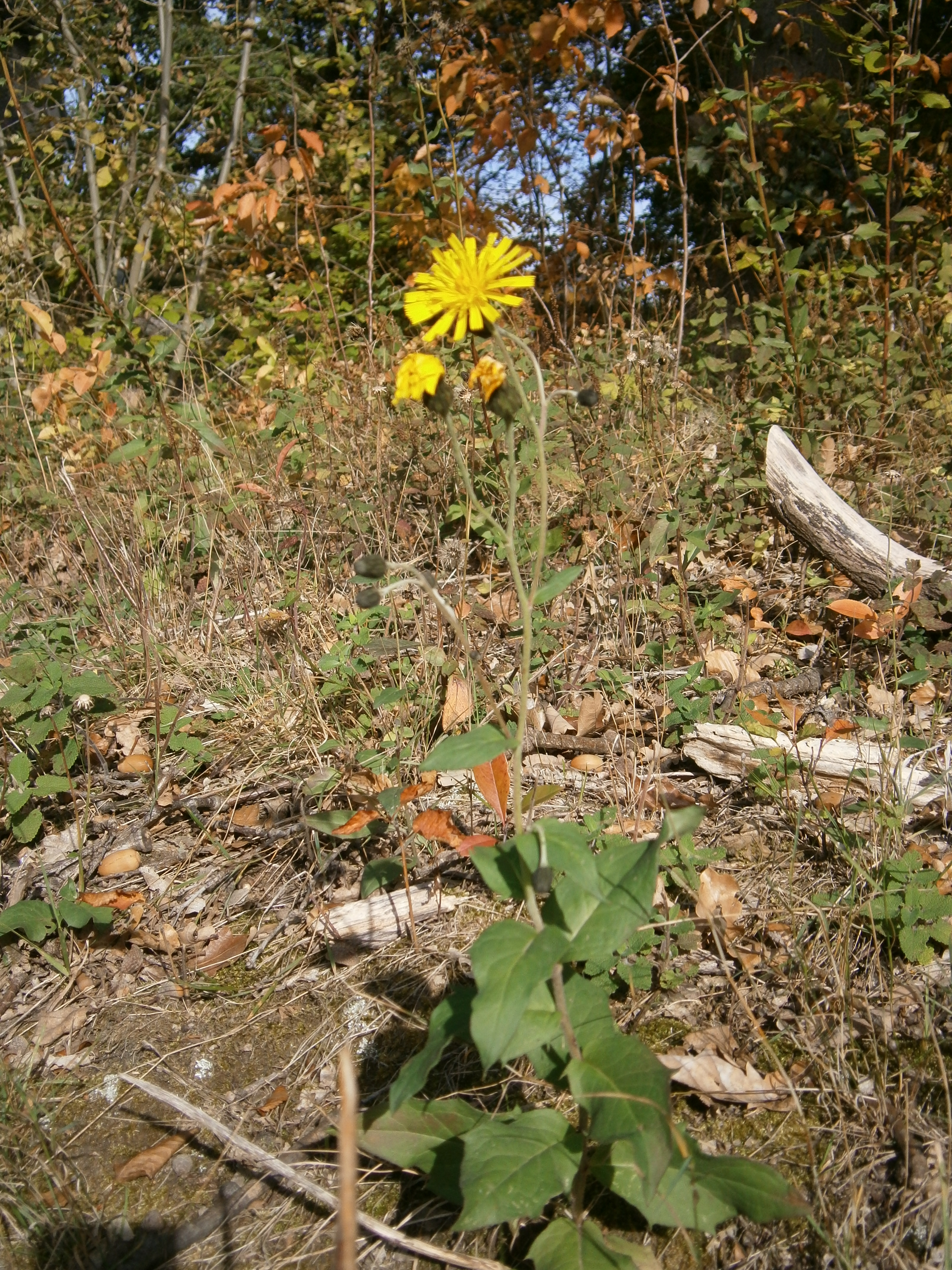
Il portamento
Hieracium sabaudum

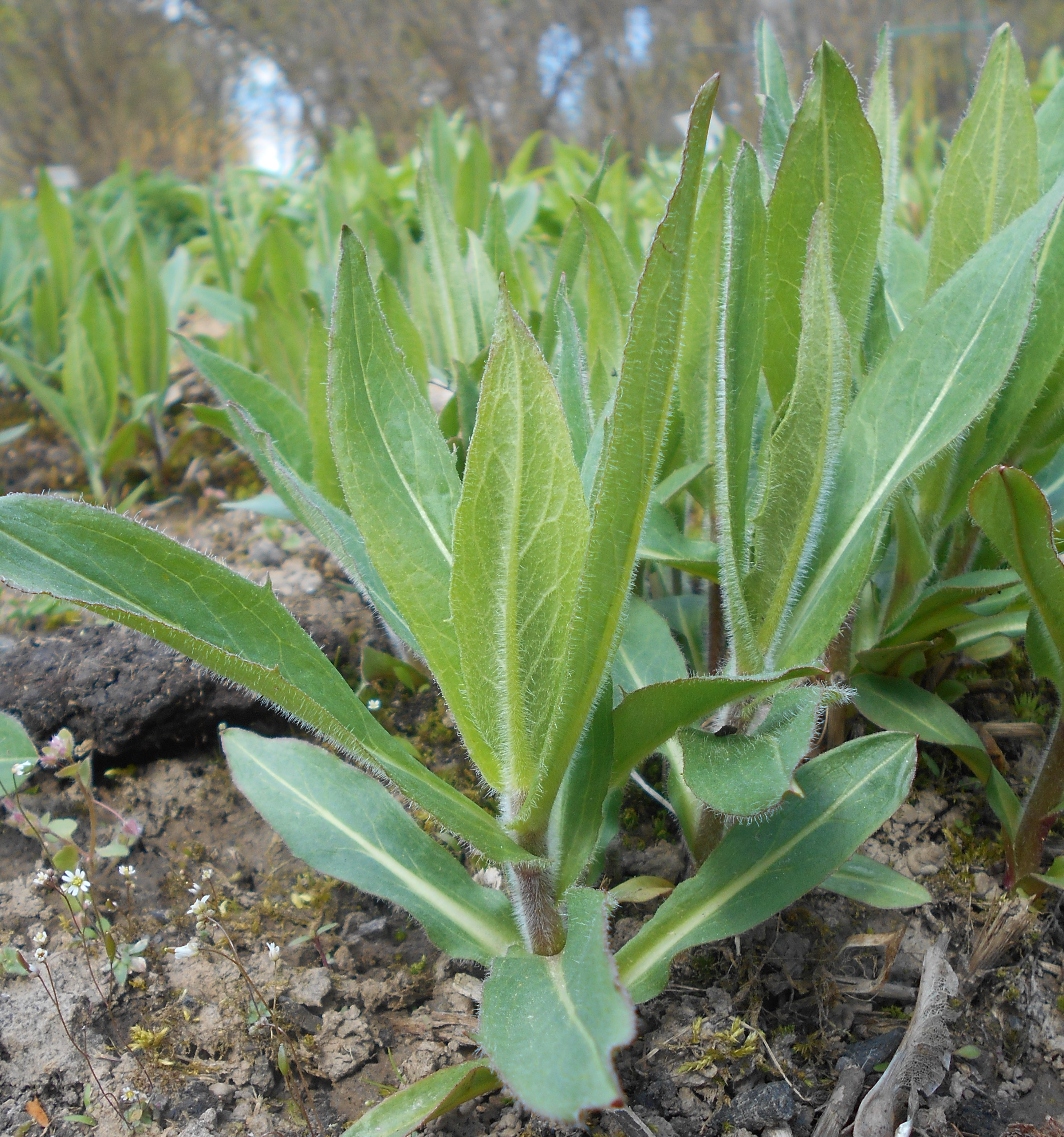
Le foglie
Hieracium sabaudum

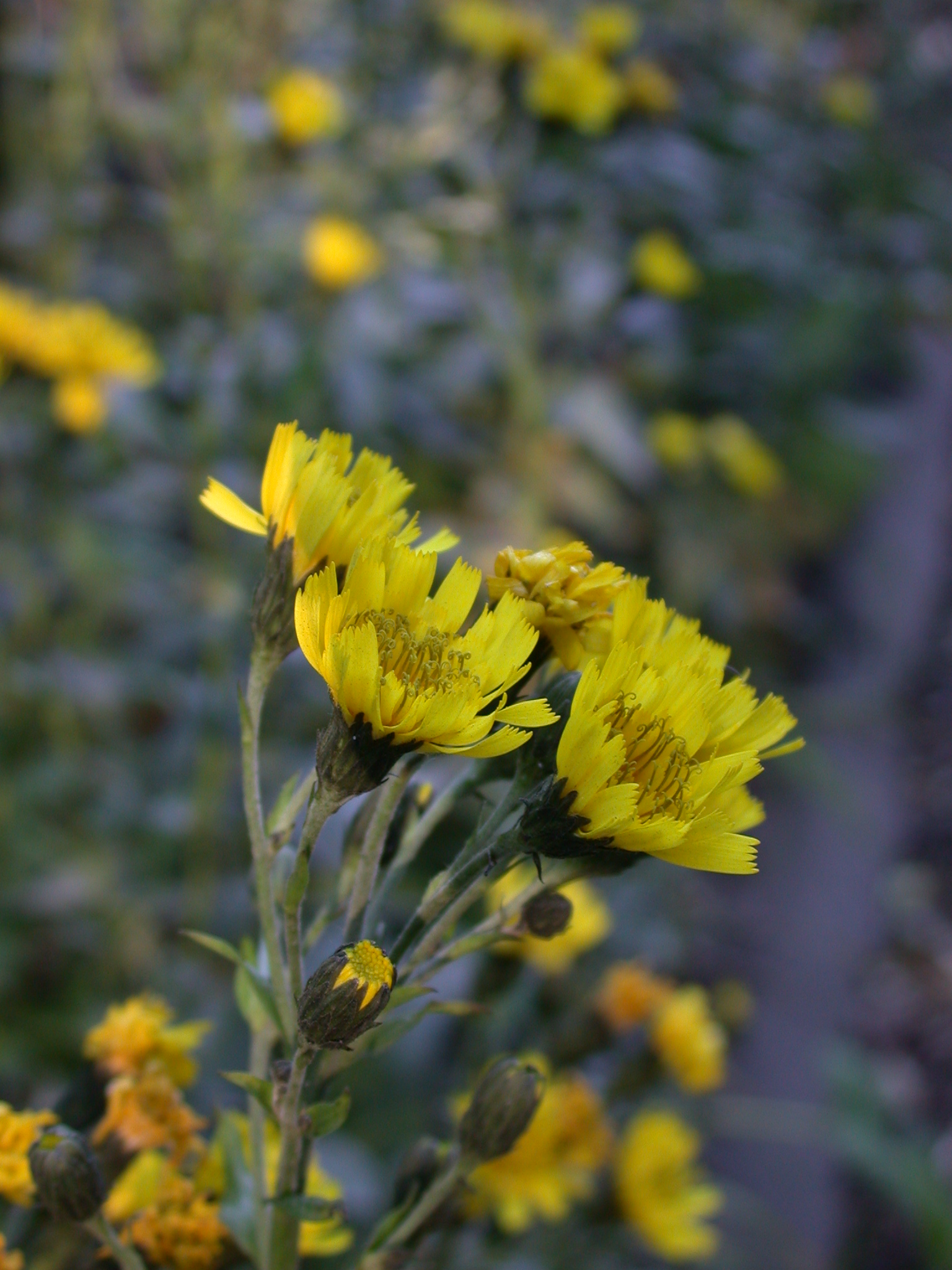
Infiorescenza
Hieracium sabaudum

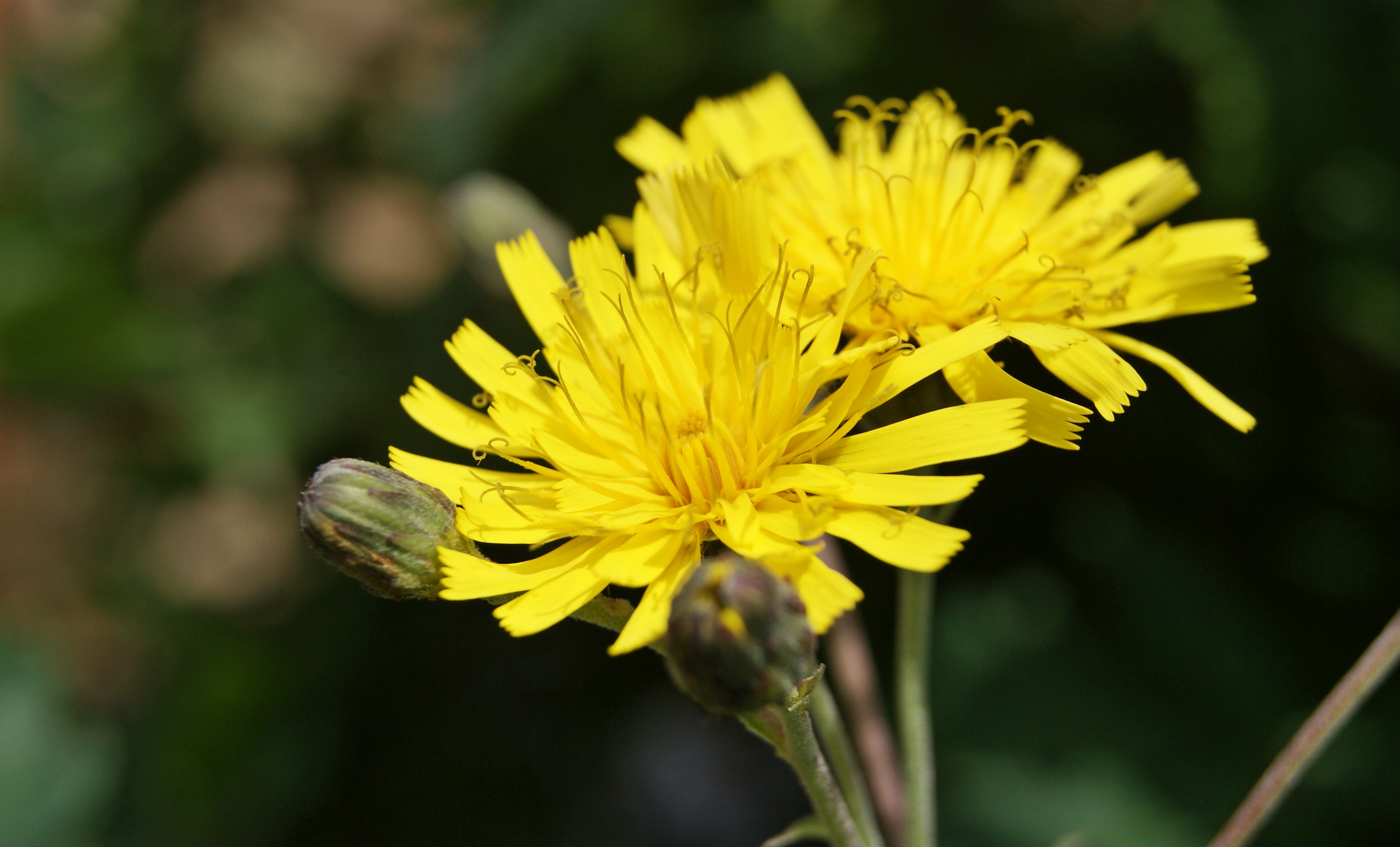
I fiori
Hieracium sabaudum

Habitus. La forma biologica prevalente è emicriptofita scaposa (H scap), ossia in generale sono piante erbacee (e aromatiche), a ciclo biologico perenne, con gemme svernanti al livello del suolo e protette dalla lettiera o dalla neve, inoltre spesso hanno l'asse fiorale eretto e privo di foglie (piante scapose), oppure le foglie basali sono assenti alla fioritura (piante afillopode). Le specie di questo gruppo sono piante di tipo afillopode (raramente hypofillopode). Queste piante sono anche provviste di lattice (i vasi latticiferi sono anastomizzati), ma sono prive di stoloni.
Radici. Le radici sono secondarie da rizoma.
Fusto. La parte aerea del fusto è eretta o ascendente, legnosa in basso, colorata di verde-chiaro fino a verde-rossastro con ramosità più o meno copiosa. La superficie può essere sia glabra che pelosa. Le piante di questa sezione possono raggiungere un'altezza massima di 5 - 10 dm (raramente raggiungono i 12 dm). La parte sotterranea spesso è un fittone.
Foglie. Le foglie sono prevalentemente cauline (da 20 a 50) disposte in modo alternato più addensate in basso; quelle inferiori all'antesi spesso sono necrosate. La lamina è ellittica fino a strettamente ovato-lanceolata o lanceolata; il colore è verde chiaro. I bordi possono essere continui o variamente dentati (anche profondamente, ma raramente sono lobati). La superficie può essere glabra o variamente pubescente. Le foglie basali (o inferiori) sono attenuate più o meno lungamente; quelle superiori sono brevemente attenuate o arrotondate fino a sessili. I piccioli, glabri o pelosi, sono sempre ben visibili.
Infiorescenza. La sinflorescenza è del tipo lassamente panicolata (raramente è umbellato-panicolata) con 10 - 20 rami e diversi capolini (in totale da 20 a 50). L'acladio è di 1 – 3 cm. Le infiorescenze vere e proprie (il capolino) sono formate da un peduncolo, sotteso da 3 - 5 brattee fogliacee, che sorregge un involucro composto da diverse brattee (o squame) disposte su 2 serie in modo embricato, all'interno delle quali un ricettacolo fa da base ai fiori tutti ligulati. L'involucro ha delle forme da emisferiche fino a semi-ellissoide. Le brattee si dividono in esterne e interne; sono disposte appressate su due file regolarmente embricate, con apici ottusi. Il ricettacolo è nudo, ossia senza pagliette a protezione della base dei fiori, e alveolato (il margine degli alveoli è brevemente dentato o cigliato-dentato). La pubescenza dell'involucro è formata da peli da sparsi a densi, semplici e ghiandolosi oppure l'involucro è glabro, comunque è sempre ben visibile. Dimensione dell'involucro: 10 – 12 mm.
Fiori. I fiori (da 6 a 150) sono tutti del tipo ligulato, tetra-ciclici (ossia sono presenti 4 verticilli: calice – corolla – androceo – gineceo) e pentameri (ogni verticillo ha 5 elementi). I fiori sono inoltre ermafroditi e zigomorfi. In alcuni casi i fiori femminili sono "stilosi".
- Formula fiorale:

*/x K {\displaystyle \infty }, [C (5), A (5)], G 2 (infero), achenio
- Calice: i sepali del calice sono ridotti ad una coroncina di squame.
- Corolla: le corolle sono formate da un tubo e da una ligula terminante con 5 denti; il colore è giallo. Le ligule sono lunghe oltre l'involucro e spesso sono glabre.
- Androceo: gli stami sono 5 con filamenti liberi, mentre le antere sono saldate in un manicotto (o tubo) circondante lo stilo.[15] Le antere alla base sono acute. Il polline è tricolporato.[16]
- Gineceo: lo stilo è più o meno scuro (raramente è giallo), è filiforme e peloso sul lato inferiore; gli stigmi dello stilo sono due divergenti. L'ovario è infero uniloculare formato da 2 carpelli. La superficie stigmatica è posizionata internamente (vicino alla base).[17]

Frutti. I frutti sono degli acheni con pappo. Gli acheni sono colorati da paglierino a castano con forme colonnare-obconica (o più o meno cilindrica) e sono ristretti alla base (e ingrossati all'apice), mentre la superficie (liscia o appena rugosa) è provvista di 8 - 10 coste che nella parte apicale confluiscono in un orlo anulare. Il pappo è formato 20 a 80 setole biancastre (o giallastre) semplici disposte su due serie (quelle interne sono più lunghe e più rigide, quelle esterne sono fragili). Dimensione degli acheni: 3 - 3,5 mm.

## Biologia
Antesi: la fioritura in genere è avanzata fino all'autunno.

Impollinazione: l'impollinazione avviene tramite insetti (impollinazione entomogama tramite farfalle diurne e notturne).

Riproduzione: la fecondazione avviene fondamentalmente tramite l'impollinazione dei fiori (vedi sopra).

Dispersione: i semi (gli acheni) cadendo a terra sono successivamente dispersi soprattutto da insetti tipo formiche (disseminazione mirmecoria). In questo tipo di piante avviene anche un altro tipo di dispersione: zoocoria. Infatti gli uncini delle brattee dell'involucro (se presenti) si agganciano ai peli degli animali di passaggio disperdendo così anche su lunghe distanze i semi della pianta.

## Distribuzione e habitat
La distribuzione delle specie di questa sezione è alpina (Alpi e Appennini) con habitat boschivi o cespugliosi.

## Tassonomia
La famiglia di appartenenza di questa voce (Asteraceae o Compositae, nomen conservandum) probabilmente originaria del Sud America, è la più numerosa del mondo vegetale, comprende oltre 23.000 specie distribuite su 1.535 generi, oppure 22.750 specie e 1.530 generi secondo altre fonti (una delle checklist più aggiornata elenca fino a 1.679 generi). La famiglia attualmente (2021) è divisa in 16 sottofamiglie.

### Filogenesi
Il genere di questa voce appartiene alla sottotribù Hieraciinae della tribù Cichorieae (unica tribù della sottofamiglia Cichorioideae). In base ai dati filogenetici la sottofamiglia Cichorioideae è il terz'ultimo gruppo che si è separato dal nucleo delle Asteraceae (gli ultimi due sono Corymbioideae e Asteroideae). La sottotribù Hieraciinae fa parte del "quinto" clade della tribù; in questo clade è posizionata alla base ed è "sorella" al resto del gruppo comprendente, tra le altre, le sottotribù Microseridinae e Cichoriinae. Il genere  Hieracium (insieme al genere Pilosella) costituisce il nucleo principale della sottotribù Hieraciinae e formano (insieme ad altri generi minori) un "gruppo fratello" posizionato nel "core" delle Hieraciinae.
Il genere Hieracium è un genere estremamente polimorfo con maggioranza di specie apomittiche. Di questo genere sono descritte circa 1000 specie sessuali e oltre 3000 specie apomittiche, delle quali circa 250 e più sono presenti nella flora spontanea italiana.
I caratteri distintivi per il genere Hieracium sono:
- le piante non sono tutte vischiose;
- i fusti e le foglie hanno peli semplici o ghiandolari;
- i capolini sono numerosi;
- il colore dei fiori in genere è giallo carico;
- i rami dello stilo sono lunghi;
- le coste dell'achenio confluiscono in un anello;
- il pappo è formato da due serie di setole.

Le specie di questo genere, provviste di molte sottospecie, formano degli aggregati o sezioni con diverse specie incluse, altre sono considerati "intermediare" (o impropriamente ibridi in quanto queste specie essendo apomittiche non si incrociano e quindi non danno prole feconda) con altre specie. A causa di ciò si pongono dei problemi di sistematica quasi insolubili e per avere uno sguardo d'insieme su questa grande variabilità può essere necessario assumere un diverso concetto di specie. Qui in particolare viene seguita la suddivisione in sezioni del materiale botanico così come sono elencate nell'ultima versione della "Flora d'Italia".
La sezione XLII  Sabauda, insieme alle sezioni Tridentata e Hieracioides, formano un gruppo a sviluppo omogeneo e la cui distribuzione è circumpolare. I caratteri principali sono:
- le specie di questo gruppo sono piante di tipo afillopode (raramente hypofillopode);
- le foglie cauline sono numerose (da 7 a 25); quelle inferiori all'antesi spesso sono necrosate;
- le foglie basali (o inferiori) sono attenuate più o meno lungamente; quelle superiori sono brevemente attenuate o arrotondate fino a sessili;
- i piccioli e gli involucri, glabri o pelosi, sono sempre ben visibili;
- le sinflorescenze sono lassamente panicolate (raramente sono umbellato-panicolate);
- le brattee dell'involucro sono disposte appressate su due file regolarmente embricate, con apici ottusi;
- la pubescenza dell'involucro è formata peli da sparsi a densi, semplici e ghiandolosi oppure è l'involucro è glabro;
- gli acheni hanno delle dimensioni tra 3 e 4,5 mm e una colorazione da paglierina a castana;
- la fioritura è avanzata fino all'autunno.

Il numero cromosomico delle specie della sezione è: 2n = 18, 27 e 36 (specie diploidi, triploidi, tetraploidi e pentaploidi).

### Specie della flora italiana
Nella flora spontanea italiana, per la sezione di questa voce, sono presenti le seguenti specie (principali e secondarie o derivate):
Specie principale. Hieracium sabaudum  L. - Sparviere di Savoia: l'altezza massima della pianta è di 50 – 120 cm (massimo 180 cm); il ciclo biologico è perenne; la forma biologica è emicriptofita scaposa (H scap); il tipo corologico è Europeo - Caucasico; l'habitat tipico sono i cedui, le boscaglie e i cespuglieti in genere su terreno acido; in Italia è una specie comune e si trova su tutto l'arco alpino (negli Appennini è più rara) fino ad una quota di 1.500 m s.l.m.. Per questa specie sono riconosciute 34 sottospecie (23 delle quali si trovano sul territorio italiano).
Caratteri principali: le foglie cauline sono uniformemente distribuite lungo il caule; il colore delle brattee involucrali varia da verde fino a nere, distintamente differenziate in due serie e regolarmente embricate.
Specie principale. Hieracium neoplatyphyllum   Gottschl., 2007 - Sparviere a foglie larghe: l'altezza massima della pianta è di 50 – 90 cm; il ciclo biologico è perenne; la forma biologica è emicriptofita scaposa (H scap); il tipo corologico è Mediterraneo orientale; l'habitat tipico sono i cedui, le boscaglie, i cespuglieti e i castagneti su terreno acido; in Italia è una specie rara e si trova su tutto l'arco alpino (negli Abruzzi e molto rara) fino ad una quota compresa tra 100 e 1.400 m s.l.m.. Per questa specie sono riconosciute 4 sottospecie presenti in Italia. Alcune checklist considerano questa specie un sinonimo della specie Hieracium maranzae (Murr & Zahn) Prain.
Caratteri principali: i caratteri sono intermedi tra la specie H. racemosum e la specie H. sabaudum; le foglie sono più o meno addensate regolarmente lungo il fusto (quelle medie sono più addensate e sono brevemente alato-picciolate); le sinflorescenze variano da racemoso-panicolate a lassamente-panicolate; il colore delle brattee involucrali è verde, oliva o oliva scuro, quelle interne hanno dei margini chiari e in generale sono poco distinte in due serie.
Specie secondarie collegate a Hieracium neoplatyphyllum:
| Specie                                      | Caratteri                                                         | Habitat                   | Distribuzione italiana       | Sottospecie |
| ------------------------------------------- | ----------------------------------------------------------------- | ------------------------- | ---------------------------- | ----------- |
| Hieracium pseudaustrale Gottschl., 2011[25] | Più simile alla specie H. sabaudum che alla specie H. grovesianum | Pendii boschivi e incolti | Marche e Umbria - Molto rara |             |

#### Specie italiane alpine
Alcune specie di questa sezione vivono sull'arco alpino. La tabella seguente mette in evidenza i dati relativi all'habitat, al substrato e alla distribuzione di alcune di queste specie alpine.
| Specie | Comunità vegetali | Piani vegetazionali | Substrato  | pH    | Livello trofico | H2O   | Ambiente       | Zona alpina         |
| --- | ----------------- | ------------------- | ---------- | ----- | --------------- | ----- | -------------- | ------------------- |
| H. sabaudum | 14                | collinare montano   | Ca/Si - Si | acido | medio           | secco | B7 F7 G4 I1 I2 | tutto l'arco alpino |
| Legenda e note alla tabella. Substrato: con “Ca/Si” si intendono rocce di carattere intermedio (calcari silicei e simili). Zona alpina: vengono prese in considerazione solo le zone alpine del territorio italiano (sono indicate le sigle delle province). Comunità vegetali: 14 = comunità forestali Ambienti: B7 = parchi, giardini, terreni sportivi; F7 = margini erbacei dei boschi; G4 = arbusteti e margini dei boschi; I1 = boschi di conifere; I2 = boschi di latifoglie. |                   |                     |            |       |                 |       |                |                     |